# Theodora (kejsarinna)
Theodora, född cirka 500, död 28 juni 548, var kejsarinna av det bysantinska riket som gift med Justinianus I. Hon är helgon inom den ortodoxa kyrkan och firas den 14 november. Theodora utövade ett starkt inflytande över det bysantinska rikets politik och betraktas som sin makes medregent.  

## Biografi

### Tidigt liv
Den mesta informationen om hennes tidiga liv kommer från Prokopius postumt publicerade Hemlig historia. Prokopius kritiker menar att hans verk tyder på att han var allvarligt desillusionerad inställd gentemot sina härskare och att mycket av informationen om Theodora kan betraktas som inkorrekt. Hennes bakgrund har förutom detta beskrivits i hennes hagiografi, som även den, genom sin natur som hagiografi, är otillförlitlig. I hagiografin påstås hon till exempel vara dotter till en präst från Syrien, då denna härkomst ansågs mer passande för en helgonförklarad kejsarinna än hennes verklige far. 
Theodoras födelseplats är okänd. Hon var dotter till Acacius, som var kusk för det gröna lagets hästkapplöpningar på Hippodromen i Konstantinopel. Hennes mor, vars namn är okänt, var skådespelare och dansös. När hennes far avled var Theodora fyra år och hon presenterades då av sin mor på scenen i cirkus. Även hennes systrar Comito och Anastasia blev scenartister. Prokopius uppger att Theodora även var verksam som prostituerad. Vid denna tid hade scenartister mycket låg status och det var vanligt att de betraktades som prostituerade och ibland även verkade som sådana. Teatern var ofta burleskt komisk, där kvinnliga skådespelare medverkade i sexuellt betonade föreställningar och Theodora ska ha visat talang inom denna genre av burlesk teater och fysisk komedi. Hon var känd för sina djurnummer och verkade som björnskötare. Enligt Prokopius ska Theodora ha gjort sig känd för ett burleskt nummer där hon efterliknade Leda och svanen.
Vid sexton års ålder ska hon ha följt med en bysantinsk general som hans älskarinna till Libyen, då han fyllde ett ämbete där. Hon kvarblev där i fyra år. År 520 lämnade hon Libyen och stannade en tid i Egypten. Hon återvände till Konstantinopel år 522. Hon blev då bekant med Justinianus, då tronföljare och magister militum praesentalis. Justinianus ville gifta sig med henne, men han fick inte något tillstånd till äktenskapet, som mötte motstånd från bland andra kejsarinnan Eufemia. Det var vid denna tid förbjudet för en man av hans rang att gifta sig med skådespelerskor, som kategoriserades som prostituerade. År 525, efter Eufemias död, genomdrev Justinianus ett avskaffande av denna lag, och samma år gifte sig Theodora med Justinianus.

### Kejsarinna
Då Justinianus tillträdde tronen 527 gjorde han henne till medregent och de tycks ha styrt som jämlika kollegor. Hon beskrivs som en kvinna med stark vilja som visade stor fallenhet för att styra. Theodora utvecklades till ett starkt och värdefullt stöd för honom. 
När Nikaupproret 532 mot huvudstadens prefekt bröt ut på hippodromen i kejsarens närvaro planerade den uppskrämde Justinianus att fly. Theodora sporrade honom till motstånd i en berömd scen som ofta har återgivits. Hon lär ha sagt att hon ville dö som kejsarinna och att "den kejserliga purpurmanteln var en vacker svepning". Fältherrarna Belisarius och Narses kuvade sedan upproret med arméns hjälp.
En del forskare betraktar hennes gärningar som en sann jämlikhetssträvan för att ge kvinnor samma lagliga rättigheter som män. Hon övertygade Justinianus om att ändra de lagar som föreskrev att adelsmän inte fick gifta sig med kvinnor från lägre samhällsklasser, så som de själva hade gjort. Hon förespråkade jämlika skilsmässolagar och lika behandling av kvinnor och män vid äktenskapsbrott, beskyddade kvinnors redan befintliga rätt att ärva och äga egendom och genomdrev dödsstraff för våldtäkt, gärningar som alla bidrog till att skydda kvinnors rättsliga status i riket. Hon inrättade hem för utslagna människor. 
Hon hjälpte även till att skapa broar över de klyftor som uppstått mellan olika kristna sekter. Vissa forskare menar att hon, en tid innan hon träffade Justinianus, var monofysit, och stödde den tron genom hela livet. Theodora räddade syrisk-ortodoxa kyrkan från undergång genom att viga Jakoub Baradeus till biskop, och han i sin tur vigde många syrianska biskopar och kunde sedan återuppbygga syriska-ortodoxa kyrkan till sin helhet. Andra hävdar att hon förknippats med dem för att Justinianus lät henne sköta återföreningen mellan dem och kalkedonisterna, som hon och maken tillhörde.

### Död
Theodora dog av cancer, troligtvis bröstcancer, innan hon hade hunnit fylla 50 år och omkring tjugo år innan Justianus dog. Hennes kropp begravdes i De heliga apostlarnas kyrka, en av de kyrkor som kejsaren och kejsarinnan hade låtit bygga i Konstantinopel. 
Både Theodora och Justinianus är avbildade på mosaiker i San Vitale i Ravenna i norra Italien, som färdigställdes ett år före hennes död.